# Jordanne
Jordanne – rzeka we Francji, przepływająca przez teren departamentu Cantal, o długości 40,6 km. Stanowi dopływ rzeki Cère.